# Skin Game
Skin Game (bra Dois Trapaceiros da Pesada) é um filme estadunidense de 1971, dos gêneros comédia romântica e faroeste, dirigido por Paul Bogart e Gordon Douglas (não creditado), com roteiro de Pierre Marton e Richard Alan Simmons.
Trata-se de uma comédia de costumes de componentes antirracistas cuja trama se desenrola no século 19.

## Sinopse
Estados Unidos, 1857, dois amigos, um branco e o outro negro, viajam de cidade em cidade, entre o Missouri e Kansas, aplicando o golpe do senhor que vende seu escravo, que foge para tornar a ser vendido em outra localidade.

## Elenco
- James Garner ....... Quincy Drew
- Louis Gossett Jr. ....... Jason O'Rourke
- Susan Clark ....... Ginger
- Brenda Sykes ....... Naomi
- Edward Asner ....... Plunkett
- Andrew Duggan ....... Howard Calloway
- Henry Jones ....... Sam Cutler
- Neva Patterson ....... Mrs. Claggart
- Parley Baer ....... Mr. Claggart
- George Tyne ....... Henry P.Bonner
- Royal Dano ....... John Brown
- J. Pat O'Malley ....... William
- Joel Fluellen ....... Tio Abram
- Napoleon Whiting ....... Ned
- Juanita Moore ....... Viney